# Casper Ruud
Casper Ruud (ur. 22 grudnia 1998 w Oslo) – norweski tenisista, finalista French Open (2022 i 2023) oraz US Open (2022) w grze pojedynczej mężczyzn, reprezentant kraju w rozgrywkach Pucharu Davisa, olimpijczyk z Paryża (2024).
Jego ojcem jest Christian Ruud, zawodowy tenisista w latach 1991–2001.

## Kariera tenisowa
W gronie juniorów klasyfikowany był jako lider rankingu.
W 2015 roku osiągnął status profesjonalny. Od tego samego sezonu reprezentuje Norwegię w Pucharze Davisa.
Startując w turniejach singlowych w cyklu ATP Tour, osiągnął półfinał w lutym 2017 w Rio de Janeiro, stając się pierwszym Norwegiem od lipca 1999, który doszedł do najlepszej czwórki w zawodach tej rangi. Pierwszy tytuł ATP Tour zdobył w połowie lutego 2020 w Buenos Aires, dzięki czemu został pierwszym tenisistą z Norwegii, który wygrał turniej o randze ATP.
W zawodach cyklu ATP Tour w grze pojedynczej wywalczył łącznie 13 tytułów z 25 rozegranych finałów.
Pod koniec lipca 2024 roku zagrał w turnieju singlowym igrzysk olimpijskich w Paryżu, gdzie doszedł do ćwierćfinału, w którym nie sprostał Félixowi Augerowi-Aliassime.
W rankingu gry pojedynczej najwyżej był na 2. miejscu (12 września 2022), a w klasyfikacji gry podwójnej na 133. pozycji (12 lipca 2021).

### Historia występów wielkoszlemowych
Legenda
     W, wygrany turniej
     F, przegrana w finale
     SF, przegrana w półfinale
     QF, przegrana w ćwierćfinale
     xR, przegrana w x rundzie
     Qx, przegrana w x rundzie kwalifikacji
     A, brak startu
     NH, turniej nie odbył się

#### Występy w grze pojedynczej
| Turniej         | 2015 | 2016 | 2017 | 2018 | 2019 | 2020 | 2021 | 2022 | 2023 | 2024 | 2025 | Tytuły | Z–P     |
| --------------- | ---- | ---- | ---- | ---- | ---- | ---- | ---- | ---- | ---- | ---- | ---- | ------ | ------- |
| Australian Open | A    | A    | Q3   | 2R   | Q1   | 1R   | 4R   | A    | 2R   | 3R   | 2R   | 0 / 6  | 8 – 6   |
| French Open     | A    | A    | Q2   | 2R   | 3R   | 3R   | 3R   | F    | F    | SF   |      | 0 / 7  | 23 – 7  |
| Wimbledon       | A    | A    | A    | Q1   | 1R   | NH   | 1R   | 2R   | 2R   | 2R   |      | 0 / 5  | 3 – 5   |
| US Open         | A    | A    | Q2   | 1R   | 1R   | 3R   | 2R   | F    | 2R   | 4R   |      | 0 / 7  | 13 – 7  |
|                 |      |      |      |      |      |      |      |      |      |      |      |        |         |
| Bilans spotkań  | 0–0  | 0–0  | 0–0  | 2–3  | 2–3  | 4–3  | 6–4  | 13–3 | 9–4  | 10–4 | 1–1  | 0 / 25 | 47 – 25 |

#### Występy w grze podwójnej
| Turniej         | 2015 | 2016 | 2017 | 2018 | 2019 | 2020 | 2021 | 2022 | 2023 | 2024 | Tytuły | Z–P    |
| --------------- | ---- | ---- | ---- | ---- | ---- | ---- | ---- | ---- | ---- | ---- | ------ | ------ |
| Australian Open | A    | A    | A    | A    | A    | 1R   | 2R   | A    | A    | A    | 0 / 2  | 1 – 2  |
| French Open     | A    | A    | A    | A    | 2R   | 1R   | 1R   | A    | A    | A    | 0 / 3  | 1 – 3  |
| Wimbledon       | A    | A    | A    | A    | 1R   | NH   | QF   | 2R   | 2R   | 1R   | 0 / 5  | 5 – 4  |
| US Open         | A    | A    | A    | A    | 3R   | A    | 1R   | A    | A    | 1R   | 0 / 3  | 2 – 3  |
|                 |      |      |      |      |      |      |      |      |      |      |        |        |
| Bilans spotkań  | 0–0  | 0–0  | 0–0  | 0–0  | 3–3  | 0–2  | 4–4  | 1–1  | 1–0  | 0–2  | 0 / 13 | 9 – 12 |

### Finały w turniejach ATP Tour
| Legenda                                      |
| -------------------------------------------- |
| Wielki Szlem                                 |
| Igrzyska olimpijskie                         |
| Tennis Masters Cup / ATP Finals              |
| ATP Masters Series / ATP Tour Masters 1000   |
| ATP International Series Gold / ATP Tour 500 |
| ATP International Series / ATP Tour 250      |

#### Gra pojedyncza (13–12)
| Końcowy wynik | Nr  | Data                | Turniej            | Nawierzchnia  | Przeciwnik          | Wynik finału          |
| ------------- | --- | ------------------- | ------------------ | ------------- | ------------------- | --------------------- |
| Finalista     | 1.  | 14 kwietnia 2019    | Houston            | Ceglana       | Cristian Garín      | 6:7(4), 6:4, 3:6      |
| Zwycięzca     | 1.  | 16 lutego 2020      | Buenos Aires       | Ceglana       | Pedro Sousa         | 6:1, 6:4              |
| Finalista     | 2.  | 1 marca 2020        | Santiago           | Ceglana       | Thiago Seyboth Wild | 5:7, 6:4, 3:6         |
| Zwycięzca     | 2.  | 22 maja 2021        | Genewa             | Ceglana       | Denis Shapovalov    | 7:6(6), 6:4           |
| Zwycięzca     | 3.  | 18 lipca 2021       | Båstad             | Ceglana       | Federico Coria      | 6:3, 6:3              |
| Zwycięzca     | 4.  | 25 lipca 2021       | Gstaad             | Ceglana       | Hugo Gaston         | 6:3, 6:2              |
| Zwycięzca     | 5.  | 31 lipca 2021       | Kitzbühel          | Ceglana       | Pedro Martínez      | 6:1, 4:6, 6:3         |
| Zwycięzca     | 6.  | 3 października 2021 | San Diego          | Twarda        | Cameron Norrie      | 6:0, 6:2              |
| Zwycięzca     | 7.  | 13 lutego 2022      | Buenos Aires       | Ceglana       | Diego Schwartzman   | 5:7, 6:2, 6:3         |
| Finalista     | 3.  | 3 kwietnia 2022     | Miami              | Twarda        | Carlos Alcaraz      | 5:7, 4:6              |
| Zwycięzca     | 8.  | 21 maja 2022        | Genewa             | Ceglana       | João Sousa          | 7:6(3), 4:6, 7:6(1)   |
| Finalista     | 4.  | 5 czerwca 2022      | French Open, Paryż | Ceglana       | Rafael Nadal        | 3:6, 3:6, 0:6         |
| Zwycięzca     | 9.  | 24 lipca 2022       | Gstaad             | Ceglana       | Matteo Berrettini   | 4:6, 7:6(4), 6:2      |
| Finalista     | 5.  | 11 września 2022    | US Open, Nowy Jork | Twarda        | Carlos Alcaraz      | 4:6, 6:2, 6:7(1), 3:6 |
| Finalista     | 6.  | 20 listopada 2022   | Turyn              | Twarda (hala) | Novak Đoković       | 5:7, 3:6              |
| Zwycięzca     | 10. | 9 kwietnia 2023     | Estoril            | Ceglana       | Miomir Kecmanović   | 6:2, 7:6(3)           |
| Finalista     | 7.  | 11 czerwca 2023     | French Open, Paryż | Ceglana       | Novak Đoković       | 6:7(1), 3:6, 5:7      |
| Finalista     | 8.  | 23 lipca 2023       | Båstad             | Ceglana       | Andriej Rublow      | 6:7(3), 0:6           |
| Finalista     | 9.  | 24 lutego 2024      | Los Cabos          | Twarda        | Jordan Thompson     | 3:6, 6:7(4)           |
| Finalista     | 10. | 2 marca 2024        | Acapulco           | Twarda        | Alex de Minaur      | 4:6, 4:6              |
| Finalista     | 11. | 14 kwietnia 2024    | Monte Carlo        | Ceglana       | Stefanos Tsitsipas  | 1:6, 4:6              |
| Zwycięzca     | 11. | 21 kwietnia 2024    | Barcelona          | Ceglana       | Stefanos Tsitsipas  | 7:5, 6:3              |
| Zwycięzca     | 12. | 25 maja 2024        | Genewa             | Ceglana       | Tomáš Macháč        | 7:5, 6:3              |
| Finalista     | 12. | 9 lutego 2025       | Dallas             | Twarda (hala) | Denis Shapovalov    | 6:7(5), 3:6           |
| Zwycięzca     | 13. | 4 maja 2025         | Madryt             | Ceglana       | Jack Draper         | 7:5, 3:6, 6:4         |